# Institut universitaire de gériatrie de Montréal
 (août 2020).
Si vous disposez d'ouvrages ou d'articles de référence ou si vous connaissez des sites web de qualité traitant du thème abordé ici, merci de compléter l'article en donnant les références utiles à sa vérifiabilité et en les liant à la section « Notes et références ».
L’Institut universitaire de gériatrie de Montréal (IUGM) est un centre de soins spécialisés implanté à Montréal, au Canada, qui se fixe comme buts le développement et le partage du savoir sur le vieillissement et la santé des personnes âgées.

## Structure
L’Institut universitaire de gériatrie de Montréal, affilié à l’Université de Montréal, a une capacité de 452 lits répartis sur deux sites : le pavillon Côte-des-Neiges et le pavillon Alfred-DesRochers et compte près de 1 000 employés. Il est aussi :
- un Centre de recherche (CRIUGM), regroupant notamment des chercheurs et chercheuses de diverses universités;
- un Centre d’expertise sur la santé des personnes âgées et des aidants (CESPA), qui concerne la formation et la diffusion de l’expertise en gériatrie et en gérontologie au Québec ;
- un Centre d’excellence en santé cognitive (CESCO) qui vise la promotion, le maintien et l’amélioration de la santé cognitive des personnes âgées.
- une bibliothèque de gériatrie et de gérontologie qui met à la disposition des professionnels une collection de documents, monographies, rapports et statistiques sur le vieillissement et la santé des personnes âgées;
- un membre actif du Réseau montréalais des CSSS et des hôpitaux promoteurs de la santé;
- un membre du Réseau universitaire intégré de santé et de services sociaux (RUISSS) de l’Université de Montréal.

## Activités
Pratiques cliniques, soins spécialisés, promotion de la santé et développement des connaissances sur le vieillissement et la santé des personnes âgées.
L’IUGM est un institut universitaire sur le vieillissement et la santé des personnes âgées œuvrant en milieu métropolitain multiethnique. Ses praticiens et ses chercheurs travaillent sur le vieillissement et la santé des personnes âgées. 
L’IUGM peut ainsi apporter des solutions adaptées aux besoins croissants de la population et du réseau de la santé et des services sociaux du Québec.
La programmation de recherche de son centre de recherche intègre la recherche biomédicale fondamentale, la recherche clinique, la recherche sur l’organisation des soins et des services de santé de même que la recherche à caractère social et culturel. Elle s'articule autour de trois grands axes :
- Neurosciences cognitives et vieillissement
- Soins et services à la personne âgée et à la famille
- Relation personne-environnement et vieillissement

## Pandémie de Covid-19
Le 13 avril 2020, Il est rapporté que 33 résidents sont morts de la COVID-19 à l'IUGM, entre le 25 mars et le 12 avril.
Le 22 avril, le Collège des médecins du Québec, l’Ordre des infirmières et infirmiers du Québec ainsi que l’Ordre des infirmières et infirmiers auxiliaires du Québec annoncent la tenue d’une enquête conjointe sur la qualité des soins dispensés dans le l’IUGM et CHSLD Herron (en) pendant la pandémie.